# Kokaral
Kokaral (Russe: Кокарал – Île verte) était une île située sur la mer d'Aral, dans sa partie kazakhe. En raison de l'assèchement de cette mer, elle est rattachée au continent. 

## Histoire
De par l’assèchement de la mer d'Aral, l'île a commencé à être rattaché au continent dans les années 1960 par sa partie ouest. Elle devient ainsi la péninsule de Kokaral. À partir de 1987, sa partie orientale est aussi rattachée au continent à travers le détroit Berg, séparant ainsi la mer d'Aral en deux parties. 
En 2005, la construction du barrage de Kokaral est achevée à travers le détroit de Berg. Ce barrage retient les eaux de la partie nord de la mer d'Aral, y maintenant un certain niveau d'eau.

## Description

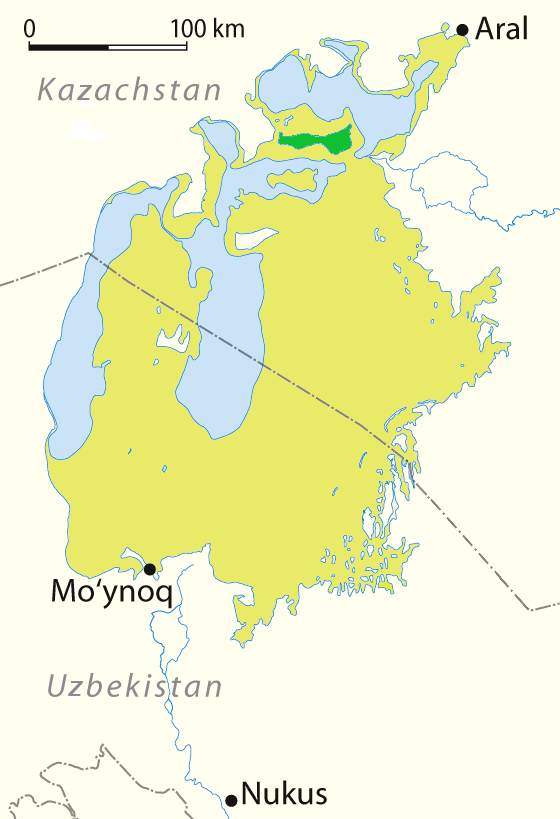
L'ancienne île apparait en vert sur ce plan

Elle est située dans la partie nord de la mer d'Aral. En 1960, elle mesurait 273 km2. Sur la côte nord se trouvent les villages de pêcheurs de Kokaral, Avan et Akbasty.